# Трнска улица (Београд)
| ТРНСКА · улица | ТРНСКА · улица       |
| -------------- | -------------------- |
|                |                      |
| Названа по     | град Трн у Бугарској |
| Општина        | Врачар               |
| Почетак        | Милешевска улица     |
| Крај           | Хаџи Ђерина улица    |
| Дужина         | 280 m                |
| Ширина         | 10 m                 |
| Створена       | пре 1893.            |
| Названа        | 1896.                |
| Стари називи   | Каленића гувно       |
|                |                      |
|                |                      |

Трнска улица је улица на Врачару, у Београду. Простире се од Милешевске улице, па до Хаџи Ђерине улице. Улица је добила назив по Трну, главно место Знепоља, мање области уз Српско-Бугарску границу, јужно од Димитровграда. У XIV и XV веку, Знепоље је било у саставу српске државе. Становништво се вековима држало српске историје и традиције. Један број породица се у XIX веку населио у околини Београда: Вишњица, Жарково, Мала Моштаница и Рипањ.

## Име улице
Ова улица променила је име само једном и то 1896. године. Од 1893. до 1896. године звала се Каленића гувно, а 1896. године променила је име у Трнску улицу.